# 博爾希夫區

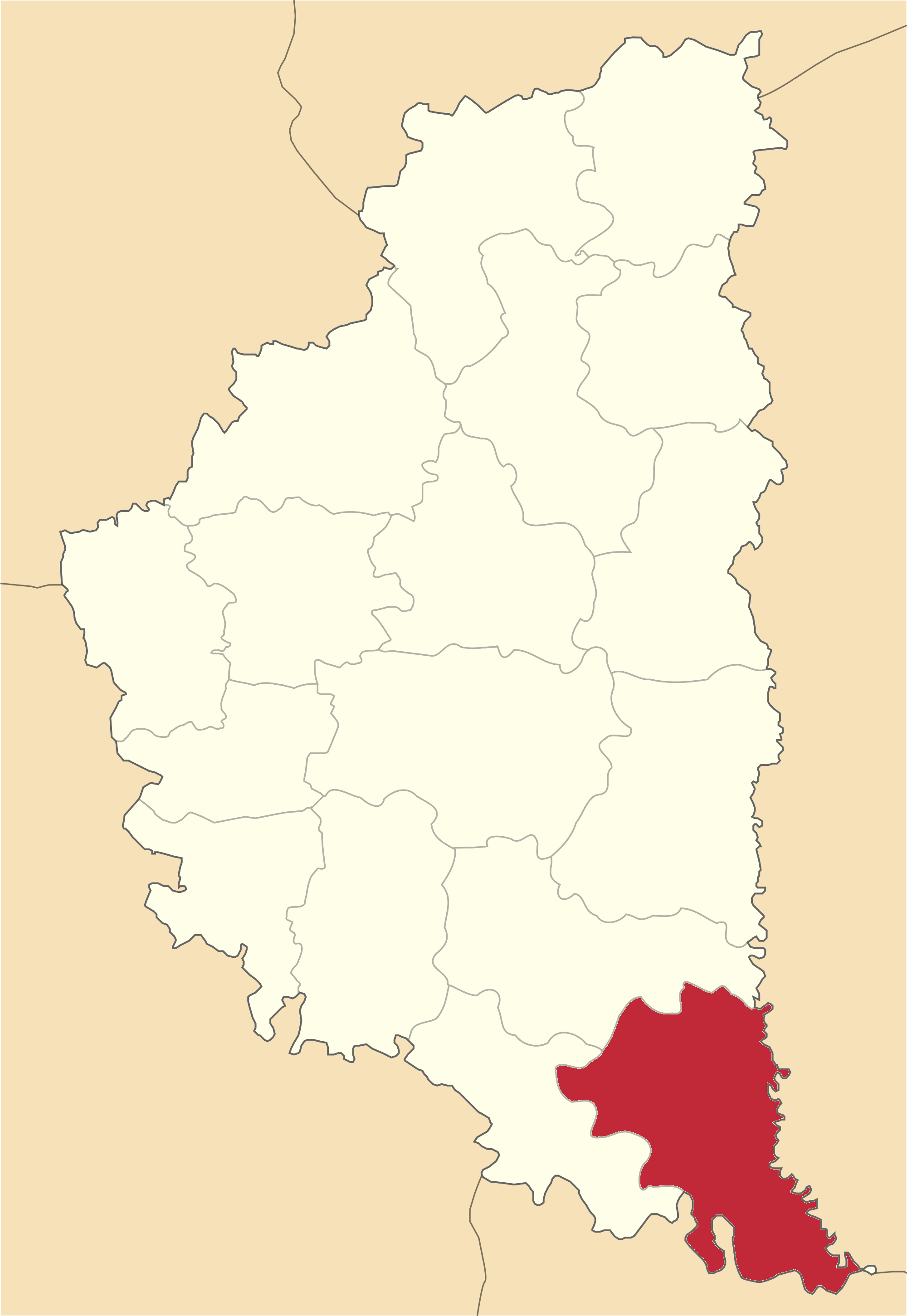

博爾希夫區（烏克蘭語：Борщівський район）是位於烏克蘭西部捷爾諾波爾州的舊區，首府設於博爾希夫，並於2020年被撤銷。該區面積1,006平方公里，2015年人口67,849，人口密度每平方公里67.4人。
2020年并入乔尔特基夫区。

### 脚注
1. ↑  . Голос України. 2020-07-18  [2020-10-03]. （原始内容存档于2021-07-09） （乌克兰语）.
2. ↑  . Міністерство розвитку громад та територій України.   [2021-07-22]. （原始内容存档于2021-03-02） （乌克兰语）.

### 其他
- Verkhovna Rada website - Administrative divisions of the Borschiv raion （乌克兰語）